# 高田雅史
高田雅史（日语：たかだ まさふみ，1970年8月2日—）是日本愛知縣犬山市出身的作曲家、音樂製作人。獅子座AB型。Sound Prestige LLC代表。

## 簡歷
從幼年時期開始接受音樂教育，在其生涯中涉足了眾多遊戲音樂的創作。在曾經存在的電子遊戲公司「Human」工作時，與負責遊戲開發的須田剛一相識，隨後加入了由須田成立的「草蜢工作室」。在該公司擔任了音響部門總監後，出於進一步擴展活動領域的考慮，於2008年年底辭去了音響部門總監職務，創辦了音響製作公司「Sound Prestige LLC」，並擔任代表。
在《花與太陽與雨》中與同樣是草蜢工作室作曲家的保本真吾共同組成了「Torn」音樂組合，但由於保本的離職而解散。在《花與太陽與雨》中聽到的結他音樂基本上是由保本進行演奏。
2010年，在作曲家三上真司領導的「探戈遊戲工作室」擔任音響總監，並負責了《邪靈入侵》的音樂製作。目前在自己的公司「Sound Prestige LLC」從事活動。
2018年，與小高和剛（代表）、打越鋼太郎等人共同創立了獨立電子遊戲公司「Tookyo Games」。

## 代表作
※ 以下引用自Sound Prestige LLC的網站。
1996年
- 釣魚迷日記 （小學館製作/PlayStation）
- 亂馬½ Battle Renaissance （小學館製作/PlayStation）

1997年
- 2TAXGOLD （Human/世嘉土星）
- 月光症候群 （Human/PlayStation）

1998年
- Air Boarder 64（Human/NINTENDO64）
- 御神樂少女偵探團 （Human/PlayStation）
- Mizzurna Falls（部分鋼琴編曲）（Human/PlayStation）

1999年
- 貓侍 （Human/PlayStation）
- 鋼鐵少年 （Human/PlayStation）
- 银色事件 （ASCII、開發：草蜢工作室/PlayStation）

2001年
- 花，太陽和雨 （Victor Entertainment（之後的Marvelous AQL）、開發：草蜢工作室/PlayStation 2）

2002年
- 機神大作戰 （Enix（之後的Square Enix）、開發：SANDLOT/PlayStation 2）
- Robot Alchemic Drive（機神大作戰 美版）（Enix（之後的Square Enix）、開發：SANDLOT/PlayStation 2）

2003年
- THE 地球防衛軍 （D3 Publisher、開發：SANDLOT/PlayStation 2）
- 光明之魂2 （世嘉、開發：草蜢工作室/GBA）
- 新・御神樂少女偵探團 （élf、開發：Nude Maker/Windows 98/Me/2000/XP）

2004年
- 鐵騎大戰 （Capcom、開發：Nude Maker/Xbox）
- MonsterAttack (THE 地球防衛軍 歐版) （由Agetec Inc.在海外發售）
- 鐵人28號 （萬代（之後的萬代南夢宮娛樂）、開發：SANDLOT/PlayStation 2）
- 密歇根州：來自地獄的報道 （Spike（之後的Spike Chunsoft）、開發：草蜢工作室/PlayStation 2）

2005年
- 七面殺手 （Capcom、開發：草蜢工作室/任天堂GameCube、PlayStation 2）
- THE 地球防衛軍2 （D3 Publisher、開發：SANDLOT/PlayStation 2）
- 銀色事件25區 （Genki Mobile、Adventure Portal、開發：草蜢工作室/手機App）

2006年
- 混沌武士HIPHOP Sidetracked （萬代（之後的萬代南夢宮娛樂）、開發：草蜢工作室/PlayStation 2）
- Contact （Marvelous Interactive（之後的Marvelous AQL）、開發：草蜢工作室/任天堂DS）
- 血戰 一夜之吻 （萬代南夢宮娛樂、開發：草蜢工作室/PlayStation 2）
- 超操縱機械MG （任天堂、開發：SANDLOT/任天堂DS）
- GOD HAND （Capcom、開發：四葉草工作室/PlayStation 2）
- 狂熱節拍IIDX 12 HAPPY SKY（家庭用）（「IceCube Pf.(RX-Ver.S.P.L.)」） （Konami Digital Entertainment/PlayStation 2）
- 地球防衛軍3 （D3 Publisher、開發：SANDLOT/Xbox 360）

2007年
- 狂熱節拍IIDX 13 DistorteD（家庭用）（「WaterCube Pf.(RX-Ver.S.P.L.)」） （Konami Digital Entertainment/PlayStation 2）
- 生化危機_安布雷拉編年史 （Capcom、開發：Capcom、Cavia/Wii）
- 英雄不再 （Marvelous Interactive、之後的Marvelous AQL、開發：草蜢工作室/Wii）（feelplus（「英雄不再」移植）/PlayStation 3、Xbox 360）（AQ Interactive（之後的Marvelous AQL、「RED ZONE Edition」移植）/PlayStation 3）

2008年
- 任天堂明星大亂鬥X（部分編曲） （任天堂、開發：Sora/Wii）
- 花，太陽和雨：無盡的樂園（在移植過程中進行了數碼轉換，並收錄了兩首新曲。） （Marvelous Interactive（之後的Marvelous AQL）、移植：h.a.n.d./任天堂DS）
- 狂熱節拍IIDX 14 GOLD（家庭用）（「PentaCube Gt.(RX-Ver.S.P.L.)」） （Konami Digital Entertainment/PlayStation 2）
- 零～月蝕的假面～ （任天堂、開發：特庫摩（之後的光榮特庫摩）、草蜢工作室/Wii）

2009年
- 無限航路 （世嘉、開發：Nude Maker、製作：白金工作室/任天堂DS）
- 狂熱節拍IIDX 16 EMPRESS+PREMIUM BEST（家庭用）（「ToyCube Pf.(RX-Ver.S.P.L.)」） （Konami Digital Entertainment/PlayStation 2）

2010年
- Space Agency 概念影片BGM
- 斬撃的REGINLEIV （任天堂、開發：SANDLOT/Wii）
- VANQUISH （世嘉、開發：白金工作室/PlayStation 3、Xbox 360、Windows）
- 槍彈辯駁 希望學園與絕望高中生 （Spike/PlayStation Portable、PlayStation Vita、Windows）

2012年
- 新·光神話 帕爾提娜之鏡（部分作曲） （任天堂、開發：Project Sora/任天堂3DS
- 超級槍彈辯駁2 再會了絕望學園（Spike Chunsoft/PlayStation Portable、PlayStation Vita、Windows）

2014年
- 任天堂明星大亂鬥 for 3DS/Wii U（部分編曲） （任天堂、開發：Sora、萬代南夢宮娛樂、萬代南夢宮工作室/任天堂3DS、Wii U）
- 邪靈入侵(The Evil Within)（Bethesda Softworks、開發：探戈遊戲工作室/PlayStation 3、Xbox 360、PlayStation 4、Xbox One、Windows）

2015年
- 數碼暴龍物語 網絡偵探（萬代南夢宮娛樂、開發：Media Vision/PlayStation Vita）
- 夢王國與沉睡中的100位王子殿下（GCREST、社交網絡遊戲）
- 地球防衛軍4.1 THE SHADOW OF NEW DESPAIR（D3 Publisher、開發:SANDLOT）
- WORLD GIMMICK

2016年
- 節奏地牢（部分改編樂曲）
- GROOVE COASTER 3 LINK FEVER 「節奏地牢」聯動樂曲改編
- ワギャンしりとりで勝負だ！（音樂・編曲）
- 狂熱節拍IIDX 24 SINOBUZ Yellow Sketch(RX-Ver.S.P.L.)

2017年
- 新槍彈辯駁V3 大家的自相殘殺新學期（Spike Chunsoft/PlayStation Vita、PlayStation 4、Windows）
- 花朧 ～戰國傳亂奇～
- 槍彈辯駁 1･2 Reload（Spike Chunsoft/PlayStation 4）
- 絕對絕望少女 槍彈辯駁Another Episode（Spike Chunsoft/PlayStation 4）
- 數碼暴龍物語 網絡偵探 黑客追憶（萬代南夢宮娛樂、開發：Media Vision/PlayStation 4、PlayStation Vita）

2018年
- 任天堂明星大亂鬥 特別版（部分編曲）

2019年
- 錬神のアストラル

2020年
- 終結降臨（Tookyo Games/iOS、Android、NS、PlayStation 4、Windows）

2023年
- 超偵探事件簿 霧雨謎宮（Tookyo Games/NS）

## 專輯
- 銀色事件
  - 「銀色事件#01 STRUCTURE（初版）」（SOLD OUT）
  - 「銀色事件#01 STRUCTURE」（再版・封面的配色與初版不同）（SOLD OUT）
  - 「銀色事件#01 STRUCTURE」（REMASTER版。封面設計更改，部分收錄曲目刪除和添加，幾乎所有歌曲標題都更改為英語。）（SOLD OUT）
  - 「銀色事件#02 DESTRUCTUR」（REMIX版本。沒有收錄高田REMIX的曲目。）
  - 「銀色事件#02 + PARADE」（收錄了DJ HASEBE、福田淳製作的REMIX以及在Hopper's Vol.1現場演出中的音源。）

- 花，太陽和雨
  - 「花，太陽和雨 water ～for Relaxing Time～」
  - 「花，太陽和雨 shine ～for high Time～」（SOLD OUT）

- NO MORE HEROES（英雄不再）
  - 「NO MORE HEROES Original Sound Tracks」
  - 「NO MORE HEROES Original Sound Tracks -DARK SIDE-」（REMIX版）

- 其他音樂曲目和原聲音樂等
  - 家庭用「狂熱節拍IIDX 12 HAPPY SKY」以及「狂熱節拍IIDX 14 GOLD」原聲音樂（「Icecube Pf.(RX-Ver.S.P.L.)」收錄）
  - 家庭用「狂熱節拍IIDX 13 DistorteD」以及「狂熱節拍IIDX 15 DJTROOPERS」原聲音樂（「WaterCube Pf.(RX-Ver.S.P.L.)」收錄）
  - 「狂熱節拍 IIDX CS Collection」（「PentaCube Gt.(RX-Ver.S.P.L.)」、「ToyCube Pf.(RX-Ver.S.P.L.)」收錄）
  - 「BIO HAZARD THE UMBRELLA CHRONICLES」 Original Sound Track（福田淳共同作品）
  - 「HYPER 萌 TRANCE II ～彩音～」（參與其中一曲的編曲）
  - 「killer7 Original Sound Track」（部分包含福田淳的樂曲）
  - 「GODHAND Original Sound Track」 GOD TRACKS!（作為遊戲的Bonus附贈）
  - L.E.D.（角田利之）1st专辑『電人K』參與REMIX（「"QUANTUM TELEPORTATION(RX-Ver.S.P.L.) -BetKickNoYourNowMix-"」收錄）
  - 「michigan Original Sound Track」
  - 「VANQUISH ORIGINAL SOUNDTRACK」（與白金工作室的丹羽映理納共同作品）
  - 「惡魔城Tribute Vol.1」（參與其中一曲的編曲。「Slash ～惡魔城X 血之輪迴」（PC Engine）～」收錄）
  - 「混沌武士 原聲音樂」（福田淳共同作品）
  - 「斬撃的REGINLEIV」（作為初回特典「LIMITED SOUND TRACK - 神話之旋律 -」與遊戲捆綁發售）
  - 「槍彈辯駁 ORIGINAL SOUNDTRACK」（遊戲預約特典原聲）
  - 「槍彈原聲 槍彈辯駁 ORIGINAL SOUNDTRACK（收錄了包含預約特典原聲樂曲在内的遊戲全部樂曲。）